# Zespół Muira-Torre’a
Zespół Muir-Torre (ang. Muir-Torre syndrome, MTS) – jest odmianą HNPCC. Charakteryzuje się obecnością zmian skórnych wielu cyst łojowych na twarzy oraz keratoacanthoma, poza tym występują w nim raki jelit, żołądka, endometrium, nerek i jajnika. Niektórzy chorzy wykazują mutacje hMSH2 i hMLH1.
W HNPCC nieodzowny jest wczesny skrining (od 25. roku życia) za pomocą kolonoskopii co 1-3 lata. U osób z dodatnim wynikiem testu genetycznego stosowano kolonoskopię lub dwa badania: sigmoidoskopię oraz wlew doodbytniczy. Poza tym kobiety z HNPCC powinny mieć corocznie wykonywane badania USG przezpochwowe endometrium oraz biopsję endometrium od wieku 25-35 lat.